# Sylvain Cambreling
Sylvain Cambreling (* 2. Juli 1948 in Amiens) ist ein französischer Dirigent. 

## Leben
Sylvain Cambreling studierte Musik am Konservatorium von Amiens, am Conservatoire de Paris und an der École Normale de Musique de Paris. 1972 legte er sein Diplom als Orchesterleiter ab und gewann 1974 den Internationalen Dirigenten-Wettbewerb von Besançon.
Ab 1975 bis 1981 war Cambreling stellvertretender Direktor der Oper Lyon. 1981 wurde er zum Generalmusikdirektor der Oper La Monnaie in Brüssel ernannt. Zusammen mit dem Intendanten Gerard Mortier etablierte er das Haus in der Spitzengruppe europäischer Opernhäuser. Dabei arbeitete er mit Regisseuren wie Luc Bondy, Patrice Chéreau, Karl-Ernst Herrmann, Peter Mussbach und Herbert Wernicke zusammen. 1992 bis 1997 war Cambreling künstlerischer Leiter und Generalmusikdirektor der Oper Frankfurt. Aufgrund seiner Freundschaft mit Gerard Mortier, der seit 1991 Leiter der Salzburger Festspiele war und sein Lebenspartner wurde, kam es zu einer intensiven und fruchtbaren Zusammenarbeit der drei Häuser. In Cambrelings Frankfurter Zeit fallen zahlreiche bedeutende Inszenierungen von Regisseuren wie Peter Mussbach (Wozzeck, Don Giovanni, Le nozze di Figaro, Die lustige Witwe), Herbert Wernicke (Der Ring des Nibelungen) und Christoph Marthaler (Pelléas et Mélisande, Luisa Miller, Fidelio). Unter Cambrelings Leitung, der 1993/94 von der Zeitschrift opernwelt zum Dirigenten des Jahres gewählt worden war, bekam die Oper Frankfurt 1995 erstmals das Prädikat Opernhaus des Jahres. Trotz des großen Erfolges beim Publikum verließ er jedoch Frankfurt 1997 vor Ablauf seines Vertrages, nachdem es über Einsparungen im Haushalt der Oper zu öffentlichen Auseinandersetzungen gekommen war.
Von 1999 bis 2011 war Cambreling als Nachfolger von Michael Gielen Chefdirigent des SWR Sinfonieorchesters Baden-Baden und Freiburg. Cambreling ist zudem Gastdirigent zahlreicher Opernhäuser, darunter der Metropolitan Opera, der Mailänder Scala, der Wiener Staatsoper und der Pariser Oper, sowie Gastdirigent verschiedener international anerkannter Sinfonieorchester. Cambreling trat auch als Dirigent bei den Festivals in Glyndebourne, Salzburg und Bregenz auf.
Sylvain Cambreling war von 2012 bis 2018 Generalmusikdirektor der Staatsoper Stuttgart und von 1997 bis 2018 Erster Gastdirigent des Klangforums Wien. Seit 2010 ist er Principal Conductor des Yomiuri-Nippon-Sinfonieorchester, Tokyo. Seit Saisonbeginn 2018/19 ist er – als Nachfolger des im Juni 2017 verstorbenen Jeffrey Tate – Chefdirigent der Symphoniker Hamburg.

## Auszeichnungen
- 2009: „Dirigent des Jahres“ beim ECHO Klassik
- 2009: Jahrespreis der Schallplattenkritik für seine Einspielung mit dem SWR Sinfonieorchester Baden-Baden und Freiburg der „Werke für Orchester“ von Olivier Messiaen